# Заболотье (Перемышльский район)
Заболотье — деревня в составе Сельское поселение «Село Калужская опытная сельскохозяйственная станция», Перемышльского района Калужской области России.

## География
Заболотье находится в 16 км от Калуги, в 17 км от села Перемышль, в 1,5 км от села Воротынск и в 3,4 км от Сельское поселение «Село Калужская опытная сельскохозяйственная станция».

## Население
| 2002 | 2010 |
| ---- | ---- |
| 35   | ↗54  |

## История
В 1776 году село находилось в ведении Коллегии Экономии и в нём числилось 179 душ мужского пола и 376 десятин земли.
В «Списке населенных мест Калужской губернии» за 1859 год упоминается как село казённое Перемышльского уезда при речке Выссе и колодцах, в котором проживало 205 человек и имелась православная церковь. Церковь Михаила Архангела была закрыта и полностью разрушена в середине XX века.